# シントロフォバクター属
シントロフォバクター属はシントロフォバクター科の基準属でグラム陰性嫌気性非運動性桿菌。基準種はシントロフォバクター・ウォリニイ。名称は共に成長する桿菌を意味する。GC含量は57から61。
汚水中から発見された。プロピオン酸を分解して酢酸、二酸化炭素や水素を生産する。その他のカルボン酸は利用できない。水素の存在で生育が阻害されるため、メタン細菌や硫酸還元菌などの水素を消費する細菌が近傍に存在しなければならない。